# Contador público

Contadores nombre dado a las personas que trabajan en la contabilidad.

Un contador público o contable es un profesional que ejerce la disciplina de la contabilidad o contaduría dentro de un ámbito económico. Habitualmente, se desarrolla dentro de empresas, organizaciones e incluso para ayudar personas en sus finanzas personales o sus empresas. De manera general, un contador público se desenvuelve en las áreas de contabilidad, derecho, estadística, fiscal, información financiera y auditoría.

## Nombre
Recibe varios nombres en distintos países:
| Nombre del profesional                                                      | País                           |
| --------------------------------------------------------------------------- | ------------------------------ |
| Contador Público Auditor (CPA)                                              | Puerto Rico Ecuador - Honduras |
| Auditor                                                                     |                                |
| Contable                                                                    | España                         |
| Contador (Cr., Cdor. o Cont.)                                               |                                |
| Contador auditor                                                            | Chile                          |
| Contador público auditor                                                    | Chile                          |
| Contador público (Cr., Cdor., Cont., C.P.N. o C. P.)                        | Argentina / Uruguay            |
| Contador público (CP o C. P.)                                               | Colombia                       |
| Contador público autorizado (CPA o C. P. A.)                                | Panamá / Bolivia               |
| Contador público colegiado (CPC o C. P. C.)                                 | Perú / Venezuela               |
| Contador público nacional (CPN o C. P. N.)                                  |                                |
| Contador público y auditor (CPA)                                            | Guatemala                      |
| Licenciado en contabilidad (LC o L. C.)                                     |                                |
| Contador Público Certificado (CPC o C. P. C.)                               | México                         |
| Licenciado en Contaduría Pública y Finanzas (LCPF o L. C. P. F.)            | México                         |
| Licenciado en Contaduría Pública (LCP o CP o C.P.)                          | México                         |
| Licenciado en Contaduría Pública y equivalente Contador Público Certificado | El Salvador                    |

## Funciones
El contador público es el profesional dedicado a aplicar, manejar e interpretar la contabilidad de una organización o persona, con la finalidad de producir informes para la gerencia y para terceros (tanto de manera independiente como dependiente), que sirvan para la toma de decisiones. Lleva los libros o registros de contabilidad de una empresa, registrando los movimientos monetarios de bienes y derechos. En muchos casos los terceros exigen que dichos informes estén confeccionados o respaldados por un profesional contable. 
Su trabajo es registrar conforme a la normativa aplicable los movimientos u operaciones económicos que hace la compañía, de forma que se puedan publicar esos resultados con vistas a informar a accionistas, inversores, proveedores y demás personas interesadas (como trabajadores, entidades públicas, entidades financieras, etc.). Esta tarea tradicionalmente se ha hecho a mano o con máquinas de calcular, pero actualmente se cuenta con numerosos sistemas informáticos que facilitan la gestión.
El contador público también se ocupa de la liquidación de impuestos y de la revisión de informes financieros elaborados por otros colegas, tarea conocida como «auditoría de estados contables». También suele realizar otros tipos de auditorías así como tareas periciales, liquidación de siniestros para compañías aseguradoras y cálculos actuariales. En muchos países, principalmente de origen latino, el contador público está facultado para dar fe pública respecto de los hechos conocidos por él y propios del ámbito de su profesión.
Dada la complejidad de los sistemas tributarios de muchos países, la actividad del contador se ha vuelto relevante, al ser este el profesional que conoce sobre el cálculo de los impuestos y contribuciones al Estado. Por esta gestión, en México el contador tiene tal responsabilidad que incluso puede ser de índole penal.
Según los tipos de usuarios, la contabilidad puede ser:
- Contabilidad financiera (externa): da información esencial del funcionamiento y estado financiero de la empresa a todos los agentes económicos interesados (clientes, inversores, proveedores, etc.). Viene regulada y planificada oficialmente para su comprensión por todos.
- Contabilidad de costes o Contabilidad de gestión: es la contabilidad interna, para el cálculo de los costes y movimientos económicos y productivos en el interior de la empresa. Sirve para tomar decisiones en cuanto a producción, organización de la empresa, etc.
- Contabilidad de impuestos: sigue y calcula los balances que son requisitos para las agencias de impuestos.

### Certificación
En algunos países como por ejemplo México, para poder ejercer la profesión no basta con haber obtenido el grado universitario (licenciatura). La función de estos órganos es controlar que los profesionales contadores cumplan con los procedimientos técnicos y éticos en el desarrollo de sus actividades. En algunos casos, periódicamente se exige una actualización de conocimientos.

#### En Argentina
En Argentina es obligatorio que el contador público esté matriculado para poder ejercer su profesión. Los profesionales están registrados en 24 Consejos Profesionales de Ciencias Económicas (uno por cada provincia y uno por la Ciudad Autónoma de Buenos Aires), y estos en una Federación, la Federación Argentina de Consejos Profesionales de Ciencias Económicas (FACPCE).

#### En México
El proceso de certificación en México entró en vigor a partir del 1 de mayo de 1998, con la aparición del Reglamento para la certificación profesional de los contadores públicos.
La certificación es la constancia de que un profesional cuenta con los conocimientos, habilidades y destrezas requeridos para el ejercicio de su profesión

## Historia de la contabilidad
La profesión de contadores tomó auge a la vez que la contabilidad, durante la Edad Media. El primer autor de que se tiene noticia que estableció claramente el uso del método de la partida doble fue Benedetto Cotrugli (Benedikt Kotruliévich, 1416-1469). El libro de Contrugli, Libro de l'arte de la mercatura, tardó 115 años en ser llevado a la imprenta, lo que, unido al carácter incompleto de su exposición, impidió que se pudiera adjudicar a su autor un papel comparable al de Luca Pacioli en la historia de la contabilidad.
Luca Pacioli (1445-1517) es considerado el padre de la contaduría y quien mencionó los primeros registros de la forma T o principio de dualidad. La contabilidad surgió cuando el hombre se dio cuenta de que su memoria no era suficiente para guardar toda la información financiera necesaria. 
En Sumeria y el Antiguo Egipto (hacia el 3000 a. C.) llevaban registros y operaciones financieras de las empresas privadas y públicas en tablillas de barro.
Sin embargo, se ha ido profesionalizando a medida que se han emitido normativas específicas para la llevanza de los libros contables en el derecho mercantil de los países.

## Contador público por país

### En Argentina
En Argentina el título de contador público se obtiene cursando la correspondiente carrera universitaria de grado (Duración Promedio 5 años y medio).

### En Bolivia
En Bolivia el contador público se titula terminando la carrera universitaria de 5 años. Con la que obtiene el título de Contador Público Autorizado (CPA).

### En Colombia
En Colombia, el título de contador público se obtiene cursando una carrera universitaria que toma entre 5 y 6 años, la cual puede adelantarse en universidades públicas o privadas debidamente autorizadas por el Ministerio de Educación Nacional. Para ejercer la profesión, se debe obtener la tarjeta profesional, la cual es expedida por la Junta Central de Contadores, entidad estatal que lleva el registro de los contadores y de las firmas o compañías relacionadas con el ejercicio de la profesión; dicha tarjeta es aprobada una vez el interesado presente los soportes de su grado académico y de una experiencia laboral no menor a un año.
En Colombia el contador público titulado y con tarjeta profesional puede desempeñarse como revisor fiscal, contador gerencial, contador de costos, jefe de impuestos, jefe de cartera, auditor externo, contralor de una compañía; así mismo puede ejercer de forma independiente como personal natural o constituyéndose como persona jurídica a través de una sociedad limitada o simplificada. En Colombia hasta el año 2014 la contabilidad era llevada bajo normas locales; a partir del año 2015 ―por decreto nacional―, la contabilidad y los reportes financieros deben llevarse conforme a lo señalado por las NIF (Normas Internacionales de Contabilidad IFRS); cambio que pretendió armonizar la contabilidad colombiana con los estándares mundiales, con el fin de hacerlos comparables y consolidables. En Colombia, los contadores públicos deben ajustar sus actuaciones a lo señalado en el Código de ética para la profesión contable, expedido por ley de la República.

### En Chile
En Chile se utiliza el término de «Contador Público», «Contador Auditor», «Contador Público y Auditor» o  «Contador Público / Auditor» a aquellos únicos profesionales están autorizados legalmente a realizar una auditoría de los Estados Financieros. Dicha autorización es realizada por la Comisión para el Mercado Financiero, agencia técnica y fiscalizadora, con patrimonio propio, cuya finalidad es supervisar el cumplimiento de las normas financieras y promover el desarrollo del mercado de capitales. 
En Chile, también existen profesionales que reciben el nombre de «Contador» porque reciben la formación que les habilita para desarrollar las tareas de contabilidad. De acuerdo a la información que proporciona la Subsecretaría de Educación Superior, existen en el 2024 hay 12 Centros de Formación Técnica y 12 Institutos Profesionales y 4 universidades que ofrecen continuamente programas de técnico en contabilidad; y 15 Institutos Profesionales y 37 universidades que ofrecen programas de Contador Auditor (o su equivalente). Usualmente, los programas de Contador Auditor, se ofrecen junto con la licenciatura en Contabilidad, Auditoría o áreas afines conferida sólo por universidades.

### En Ecuador
En Ecuador se utiliza el término de «contador público autorizado, licenciado o ingeniero en Contabilidad y Auditoria», profesional autorizado a suscribir balances ante organismos públicos. Desde 2008 no es obligatorio registrarse ante el colegio de Contadores. Hasta la fecha sigue vigente una ley de 1966 que permite que graduados de secundaria realicen peritasgos y legalizar balances y declaraciones.
La Ley que rige a las Finanzas Públicas es el Código Orgánico de Planificación y Finanzas Públicas, teniendo esta como objeto organizar, normar y vincular el Sistema Nacional Descentralizado de Planificación Participativa con el Sistema Nacional de Finanzas Públicas, y regular su funcionamiento en los diferentes niveles del sector público, y se encuentra vigente con fecha 22 de octubre de 2010.

### En España
En España no existe una carrera universitaria bajo este nombre, como así tampoco existe una carrera que contenga los contenidos que se dan en otros países bajo el título de Contador Público.
Por otro lado, en España se conoce a este profesional como contable, es decir, a todo aquel que se dedica a llevar los registros contables de una empresa. Siendo esta última, una pequeña parte de lo que abarca los conocimientos y el ámbito de actuación de los profesionales con el título universitario de Contador Público (que no existe en España). La versatilidad de esta carrera, hace que los profesionales de la misma además se dediquen a: Administración de Empresas, Impuestos, Auditoría, Derecho Societario Comercial y Civil, Auxiliar de la Justicia, Síndico en Concursos y Quiebras, etc.
Para una mayor comprensión, el título de Contador Público, incluye materias que en España se las puede encontrar en los títulos universitarios relativos a Derecho, Administración y Dirección de Empresas, Economía y otras.

### En México
En México se cursa la carrera universitaria por 4 o 5 años, al final se obtiene el título de Licenciado en Contaduría Pública. El Instituto Mexicano de Contadores Públicos (IMPC) dispone de un código de ética profesional que enuncia lo siguiente:

Es necesario reconocer que la ética, en su concepto más puro, no debe ser objeto de una reglamentación. La necesidad de tener un código, nace de la aplicación de las normas generales de conducta en la práctica diaria. Puesto que todos los actos humanos son regidos por la ética, también las reglas escritas deben ser de aplicación general. Con objeto de ofrecer mayores garantías de solvencia moral y establecer normas de actuación profesional, el Instituto Mexicano de Contadores Públicos expidió, a fines de la década de los veinte, un Código de ética profesional.
Instituto Mexicano de Contadores Públicos

También opera el Colegio de Contadores Públicos de México, fundado el 20 de junio de 1949 con el objeto de reunir a los contadores en los términos del artículo 5.º de la Constitución, relativo al ejercicio de las profesiones en la Ciudad de México. Los miembros del Colegio de Contadores Públicos de México cuentan con los siguientes servicios: cursos, seminarios y conferencias; publicaciones, representación ante terceros, bolsa de trabajo, fondo de defunción, consultas profesionales y actividades culturales sociales y deportivas. El Colegio de Contadores Públicos de México pública mensualmente la revista Veritas.
Las competencias a desarrollar de cada profesional se enfocan de acuerdo a las necesidades y al cambio que se da día a día la evolución de las nuevas tecnologías, los programas y nuevos modelos de educación.
Existen alrededor de cinco grandes modelos para describir las competencias en la educación superior. El modelo más reciente de identificación, normalización y descripción de competencias es el Sistémico Complejo. Este modelo se basa en identificar y normalizar las competencias con base en tres componentes: problemas, competencias y criterios. El modelo ha surgido con el fin de hacer más ágil y rápido el proceso de describir las competencias y establecerlas como el centro de un perfil académico profesional de egreso, sin dejar de lado la pertinencia y la integralidad del desempeño humano ante los problemas.

### En Perú
En Perú al contador se lo conoce con la denominación de contador público colegiado, y el grado es "Contador Público". El Colegio de Contadores pide fotocopia del título profesional por ambos lados. (A-4) certificada por la Secretaría General de la Universidad de procedencia. Además, los contadores pueden tener la abreviación de C.P.C.

### En Uruguay
En Uruguay, hasta 1998 la Universidad de la República era la única que expedía el título de contador público, cursando 8 semestres (4 años). En ese año la Universidad ORT Uruguay fue la primera entre las universidades privadas en incorporar la carrera y consecuentemente otorgar el respectivo título, seguida por las restantes universidades privadas en los años sucesivos.

### En Venezuela
En la República Bolivariana de Venezuela, al profesional de esta área se le denomina «contador público colegiado» (CPC), estos se encuentran agrupados a nivel nacional por la Federación de Colegios de Contadores Públicos de Venezuela. Siendo esta la organización que les permitirá ejercer funciones en el país, una vez recibido su título universitario de licenciado en Contaduría Pública, de acuerdo a lo establecido en la Ley de Ejercicio de la Contaduría Pública en Venezuela. A nivel regional, los Colegios de Contadores Públicos se encuentran establecidos según el estado, entidad federal o región donde se encuentre el agremiado.